# Luís Porfírio da Mota Pegado
Luís Porfírio da Mota (nascido Luiz Porfirio da Motta) Pegado (9 de Agosto de 1831 - Lisboa, 5 de Maio 1903), foi um militar, professor catedrático de matemática e sócio da Academia das Ciências de Lisboa.
Frequentou o Colégio Militar entre 1841 e 1849, onde foi posteriormente professor.
Fez o Curso preparatório da Arma de Engenharia, tendo chegado a general de divisão. Foi um destacado professor na Escola Politécnica de Lisboa (atual Universidade de Lisboa), nas cadeiras de Matemática, Mecânica, e Geometria Descritiva. Foi dirigente do Instituto Industrial e Comercial de Lisboa. Na Academia Real das Ciências de Lisboa, foi sócio efetivo e tesoureiro.
Entre outras obras, publicou em 1866 o Tratado Elementar de Arithmetica.